# Abbronzata
Abbronzata è il sesto album del cantante e attore siciliano Francesco Benigno in lingua napoletana, pubblicato nel 2005.

## Tracce
1. Quando il cuore s'innamora
2. 'O primmo juorno
3. Oscenità
4. Al pianobar
5. L'età
6. Abbronzata
7. L'ultimo appuntamento
8. Valeria
9. Promessi sposi
10. Sul pianeta dell'amore